# الصحافة البحرينية
ظلت الصحافة البحرينية طيلة العقود الماضية تكافح جنباً إلى جنب مع الحركة الديمقراطية الراسخة في البلاد من أجل حرية التعبير. وفي أعقاب الإصلاحات الدستورية في العام 2002، ثم إلغاء قانون أمن الدولة، أصبح بوسع العديد من صحف المعارضة والمستقلة، التي كانت مضطرة إلى النشر في مكان آخر، وخاصة في بيروت أو لندن، أن تعود إلى البحرين. والحقيقة أن الصحافة في البحرين تتمتع بأكبر قدر من الحرية مقارنة ببقية بلدان الخليج.
على النقيض من الدول المجاورة الأكثر ثراءً في الخليج، مثل الإمارات العربية المتحدة والكويت وقطر، يعمل لدى الصحف البحرينية في الأغلب صحافيون محليون صقلتهم تقاليد الالتحام الاجتماعي والمشاركة السياسية الراسخة.

## التاريخ
تأسست أول صحيفة في البحرين في العام 1936، وكانت صحيفة أسبوعية باسم البحرين.
كان الجيل الأول من الصحف التي ظهرت بعد صحيفة البحرين، مثل صوت البحرين، والقافلة، والوطن، تعمل بالاستعانة بموارد مادية محدودة للغاية، ولقد أغلقت جميعها بواسطة السلطات التي اعتبرتها قومية أكثر مما ينبغي. فقد كانت تعكس فكرة القومية العربية، التي لم تعترف بحق أي دولة غير الأمة العربية.